# Chapter V: Unbent, Unbowed, Unbroken
Chapter V: Unbent, Unbowed, Unbroken – piąty album grupy Hammerfall, wydany 4 (Szwecja) i 7 (Europa) marca 2005 roku przez Nuclear Blast.

## Lista utworów
1. "Secrets" - 6:06
2. "Blood Bound" - 3:49
3. "Fury of the Wild" - 4:44
4. "Hammer of Justice" - 4:37
5. "Never, Ever" - 4:05
6. "Born to Rule" - 4:08
7. "The Templar Flame" - 3:41
8. "Imperial" - 2:29
9. "Take the Black" - 4:46
10. "Knights of the 21st Century" - 12:19
11. "The Metal Age" (Live) - 4:55 (dodatkowy utwór na wydaniu brazylijskim)

W utworze "Knights of the 21st Century" dodatkowo śpiewa Conrad Lant.

## Twórcy
- Joacim Cans - śpiew
- Magnus Rosén - gitara basowa
- Oscar Dronjak - gitara elektryczna
- Stefan Elmgren - gitara elektryczna
- Anders Johansson - perkusja

## Pozycje na listach
| Lista  | Kraj    | Pozycja |
| ------ | ------- | ------- |
| Top 60 | Szwecja | 4       |